# Sepp Gmasz
Sepp Gmasz (* 31. Oktober 1949 in Frauenkirchen) ist ein burgenländischer Volkskundler, Redakteur und Musiker.

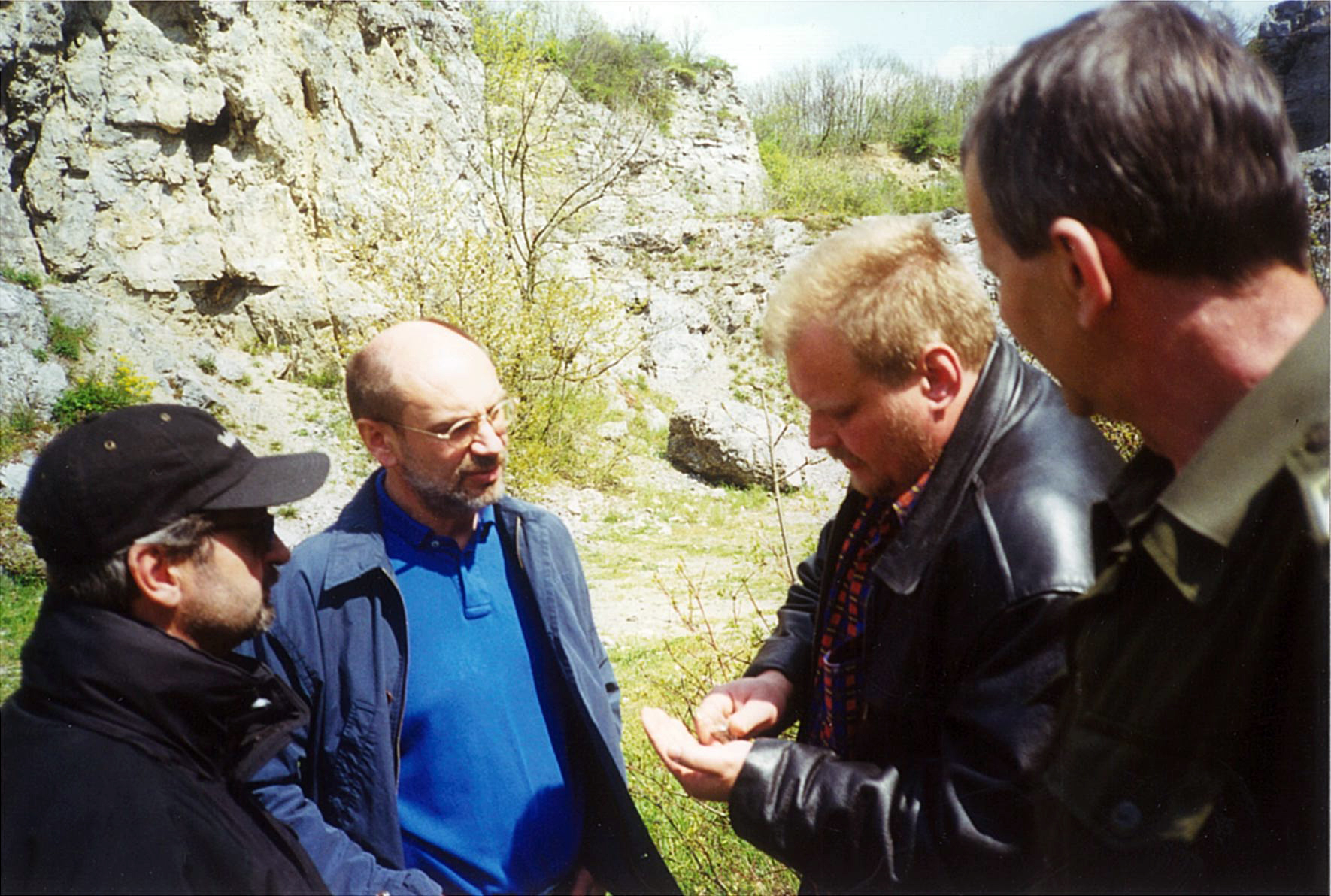
2001 Sepp Gmasz, Andreas Rohatsch und Koloman Watzek im Blauen Bruch von Kaisersteinbruch

## Leben

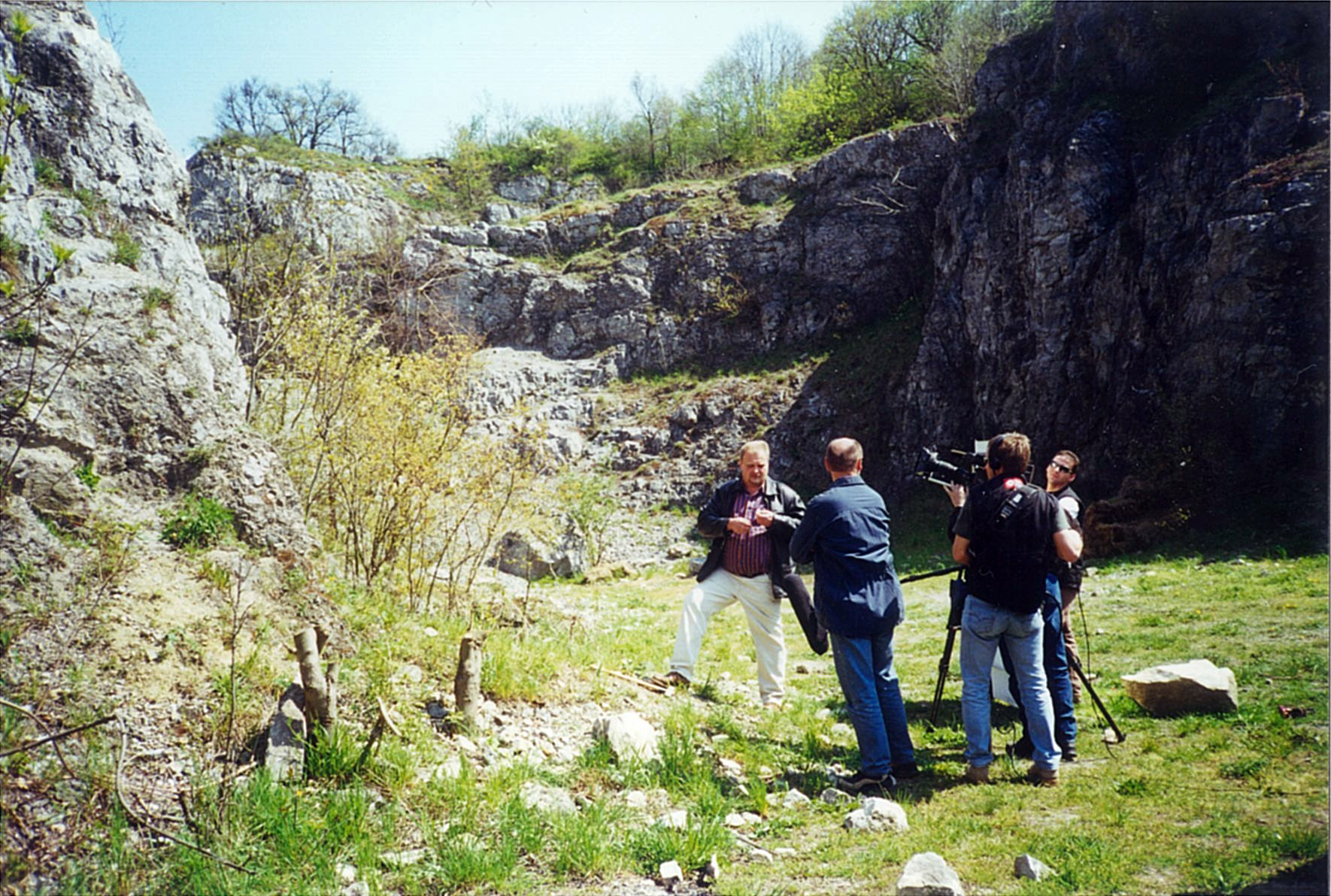
ORF-Aufnahmen im Blauen Bruch

Sepp Gmasz absolvierte ein Lehramtsstudium aus Musikerziehung und Geschichte an der Musikhochschule Wien und das Doktoratsstudium aus Volkskunde an der Universität Wien.
Von 1975 bis 1979 war er Assistent am Institut für Volksmusikforschung und zugleich auch Lehrbeauftragter an der Musikhochschule Wien sowie am Joseph-Haydn-Konservatorium Eisenstadt. Hauptberuflich arbeitete er beim ORF-Landesstudio Burgenland als Leiter der Volkskulturabteilung. Er gestaltete bis zu seiner Pensionierung im Jahr 2008  zahlreiche Hörfunk- und Fernsehsendungen.
Als Moderator und Organisator von Festivals und Kulturinitiativen im Burgenland machte er sich ebenfalls einen Namen; beispielhaft seien der „Burgenländische Advent im Schloss Kittsee“ (1982–2007) oder das „Jahr der Volkskultur“ (2004) erwähnt. Gmasz ist Gründer des Neusiedler Stadtarchivs (1986) und war Herausgeber des „Neusiedler Jahrbuchs“ (1999–2023).
Er wirkte als Obmann des Burgenländischen Volksliedwerks (1995–2014; seit 2019) und auch als Präsident des Österreichischen Volksliedwerks (2004–2008); in dem Zusammenhang war er auch stellvertretender Vorsitzender der Wissenschaftlichen Kommission. Als Liedermacher trat er mit seiner Drehleier vorwiegend in den 1970er Jahren bei diversen Folkfestivals auf, als aktiver Musiker leitete er die Gruppe „Die Buchgrabler“ (1992–2019).
„Bildhauer im Burgenland“ Fernsehbericht am 19. Mai 2001 in ORF2. Gesamtleitung Sepp Gmasz mit Kameramann Koloman Watzek, der Geologe Andreas Rohatsch, z. B. in Kaisersteinbruch im „Blauen Bruch“ und über den Steinmetzmeister Elias Hügel.

## Publikationen (Auszug)
- gemeinsam mit Hans Hahnenkamp: Das große burgenländische Blasmusikbuch, 1987, Verlag Brandstätter ISBN 3-85447-251-X.
- gemeinsam mit Harald Dreo, Walter Burian: Ein burgenländisches Volksliederbuch, 1988, ISBN 3-900356-20-3.
- gemeinsam mit Harald Dreo: Burgenländische Volksballaden, 1997, ISBN 978-3-205-98671-3.
- Burgenländisches Wirtshausliederbuch (Bd. 1 2002, Bd. 2 2009).
- Neusiedl am See. Reihe Archivbilder des Sutton Verlages. Erfurt 2010. ISBN 978-3-86680-698-6.
- Redaktion der Ortschroniken von Frauenkirchen, Neusiedl am See, Parndorf, Mönchhof und Winden.
- Und so hoffe ich denn auf den neuen Frühling, Lebenserinnerungen von Paul Gmasz.[2]
- gemeinsam mit Anna-Maria Hammer: Seelen.Töne, 2021
- Der Traum von einem großdeutschen Vierburgenland. Biographie Mag. Adalbert Wolf (1879–1950), Neusiedl am See 2021.

## Kompositionen
- Messe für vierstimmigen Chor
- Lieder im Volkston
- Tänze für kleine Blasmusik-Besetzung
- Volksliedbearbeitungen

## Auszeichnungen
- Großes Ehrenzeichen des Landes Burgenland
- Ehrenbürgerschaft in Neusiedl am See[3]
- Kulturpreis des Landes Burgenland